# لشکر ۷ زرهی (ایالات متحده آمریکا)
لشکر ۷ زرهی (انگلیسی: 7th Armored Division) لشکر زرهی نیروی زمینی ایالات متحده آمریکا است، که در سال ۱۹۴۲ تأسیس شد و در سال ۱۹۵۳ منحل گردید.
لشکر ۷ زرهی یک لشکر زرهی ارتش ایالات متحده بود که از اوت ۱۹۴۴ تا مه ۱۹۴۵، در طول جنگ جهانی دوم، خدمات برجسته‌ای را در جبهه غربی انجام داد. این لشکر همچنین تا سپتامبر ۱۹۴۵ وظایف اشغال در آلمان را انجام دادند.